# Ann Marsh
Ann Marsh (Royal Oak, 30 giugno 1971) è una schermitrice statunitense.

## Palmarès
In carriera ha conseguito i seguenti risultati:
- Mondiali di scherma

Nimes 2001: bronzo nel fioretto a squadre.
- Giochi Panamericani:

L'Avana 1991: oro nel fioretto a squadre.
Mar del Plata 1995: oro nel fioretto individuale ed argento a squadre.